# ZSF
| Sigles de 2 caractères   |
| ► Sigles de 3 caractères |
| Sigles de 4 caractères   |
| Sigles de 5 caractères   |
| Sigles de 6 caractères   |
| Sigles de 7 caractères   |
| Sigles de 8 caractères   |

ZSF est un code qui signifie « Transmettez plus rapidement » selon le code Z.